# Incilius coniferus
Pour les articles homonymes, voir Bufo auritus.
Espèce
Synonymes
- Bufo coniferus Cope, 1862
- Bufo auritus Cope, 1875 "1876"
- Bufo ehlersi Werner, 1899
- Bufo gabbi Taylor, 1952

Statut de conservation UICN

 LC  : Préoccupation mineure
Incilius coniferus est une espèce d'amphibiens de la famille des Bufonidae.

## Répartition

Distribution

Cette espèce se rencontre jusqu'à 1 500 m d'altitude, :
- sur le versant Atlantique du Nicaragua ;
- sur le versant Atlantique et Pacifique du Costa Rica ;
- sur le versant Atlantique de Panamá ;
- sur le versant Pacifique de la Colombie ;
- dans le nord-ouest de l'Équateur.

## Description

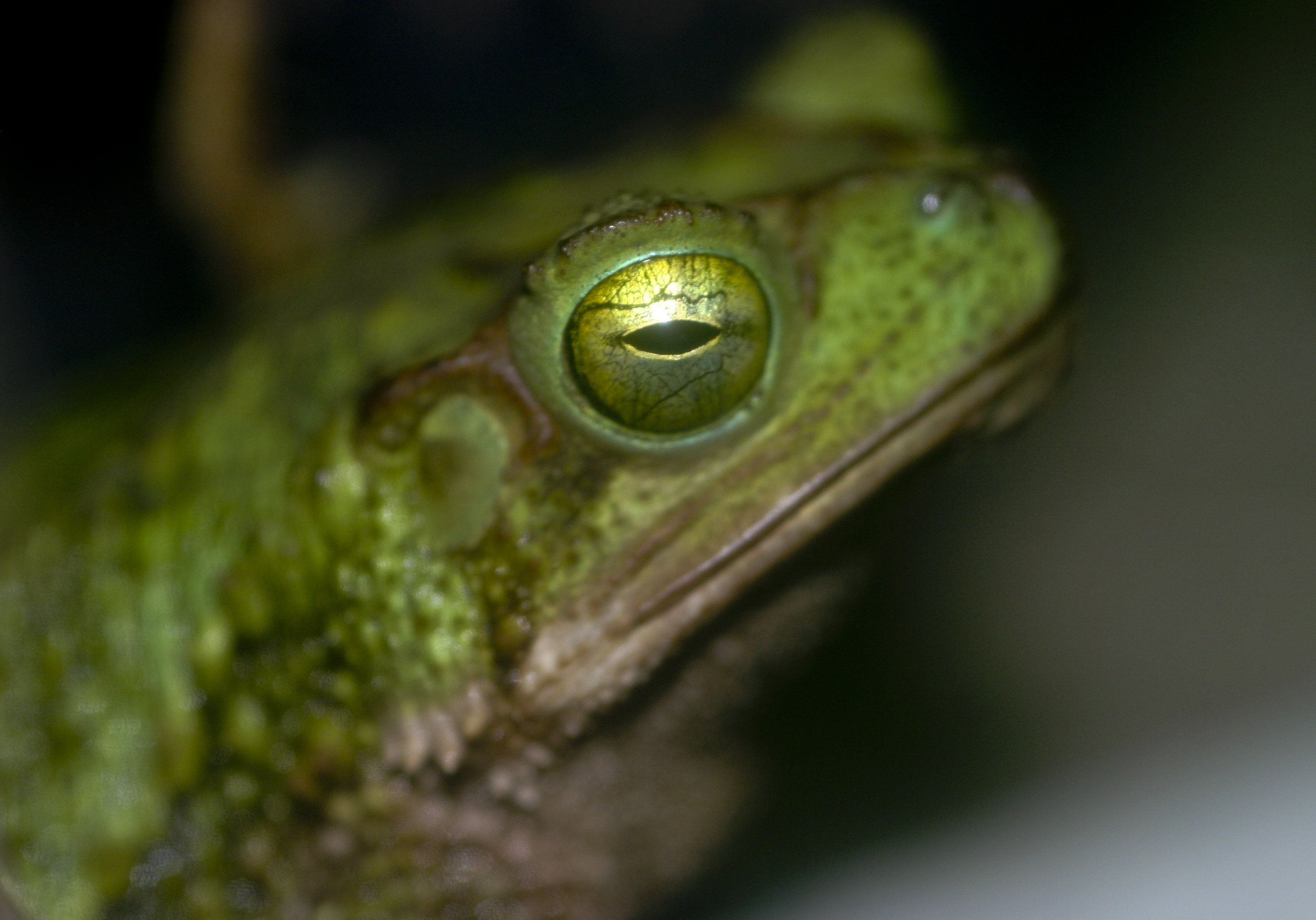
Incilius coniferus

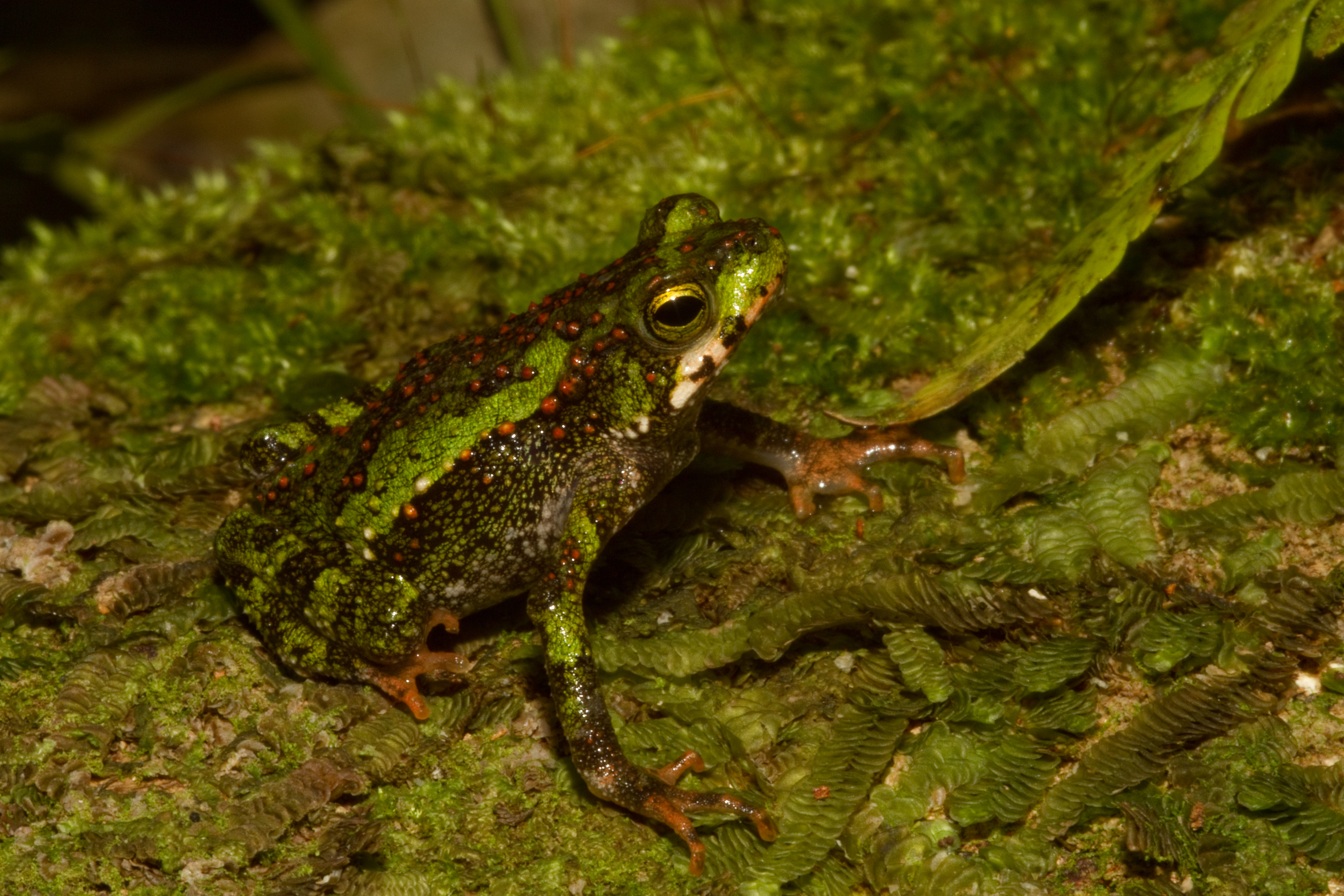
Incilius coniferus

Les mâles mesurent de 53 à 72 mm et les femelles de 76 à 94 mm.

## Publication originale
- Cope, 1862 : On some new and little known American Anura. Proceedings of the Academy of Natural Sciences of Philadelphia, vol. 14, p. 151–159 (texte intégral).